# Dubrovka (metropolitana di Mosca)
Dubrovka (in russo Дубровка?, "Bosco di querce") è una stazione della Metropolitana di Mosca, situata sulla Linea Ljublinsko-Dmitrovskaja. In origine la stazione doveva essere aperta insieme all'inaugurazione della Linea intera, nel 1995, ma i problemi con la costruzione nelle aspre condizioni idrogeologiche le impedirono di essere aperta in quel momento. La stazione è situata al centro di una zona industriale le cui aziende, a causa delle difficoltà economiche della fine degli anni novanta che colpirono la Russia, furono privatizzate a causa della scarsità di finanze e la loro produzione fu interrotta. Questo fatto impedì il surriscaldamento addizionale del suolo ghiacciato fornito dalle imprese, ma alla fine, l'11 dicembre 1999, il sindaco di Mosca, Jurij Lužkov, inaugurò la fermata. Situata alla profondità di 62,5 metri, la stazione fu la più profonda della città fino al 2003, quando fu battuta da Park Pobedy.  Nell'aspetto, la stazione è identica a Krest'janskaja Zastava.
La stazione non ha un tema particolare, ed è opera degli architetti E. Barskij, V. Filippov e S. Beljakova; è decorata con marmo chiaro monocromatico, sia nelle colonne che nelle mura. Il pavimento è invece ricoperto in granito rosso e nero; la stazione è decorata anche da un mosaico al termine della banchina centrale (opera di Zurab Cereteli). L'ingresso della stazione è collegato con una rete di sottopassaggi al di sotto di via Šarikopodšipnikovskaja, con tettoie in metallo moderne. La media di passeggeri quotidiani è di 14.400 persone. Oltre la stazione vi è un binario di scambio utilizzato per inversioni di direzione di emergenza.
A poca distanza si trova l'omonima stazione dell'anello centrale di Mosca.